# Firefly (Uriah Heep)
Firefly is het  tiende studioalbum van de Britse rockgroep Uriah Heep. Het is het eerste album waarop zanger-medeoprichter David Byron en bassist John Wetton niet meer deel uitmaken van de band.

## Muzikanten
Dit is het eerste album met zanger John Lawton en bassist Trevor Bolder. Voordat Lawton zich in 1976 aansloot bij Uriah Heep heeft hij deel uitgemaakt van de Duitse progressieve rockband Lucifer's Friend en van de Les Humphries Singers. In 1976 heeft hij met de Les Humphries Singers deelgenomen aan het Eurovisiesongfestival.  John Lawton maakte tot 1979 deel uit van Uriah Heep en heeft gespeeld op drie studio- en drie livealbums.
Bassist Trevor Bolder is voordat hij zich aansloot bij Uriah Heep, lid geweest van de begeleidingsband van David Bowie, The  Spiders from Mars. Hij zou (met een onderbreking van anderhalf jaar doordat de groep tijdelijk werd opgeheven) deel blijven uitmaken van Uriah Heep tot zijn overlijden als gevolg van alvleesklierkanker in mei 2013. Hij is 62 jaar geworden.
De bezetting op dit album is:
- John Lawton – zang
- Trevor Bolder – basgitaar
- Mick Box – gitaar
- Lee Kerslake – drums, zang op Firefly
- Ken Hensley – keyboards, gitaar, zang op Firefly

## Muziek
Op het album Firefly speelt  Uriah Heep een combinatie van harde rock en melodieuze stukken waarbij gitaar en keyboards veel solo's spelen. Doordat  er sprake is van een nieuwe zanger, is het geluid van de band wat veranderd. De nieuwe zanger John Lawton heeft een soulvol en stevig rockend geluid. Net als op de voorgaande albums zijn de meeste nummers geschreven door Ken Hensley. Het stevige rocknummer Who needs me is de eerste compositie van drummer Lee Kerslake. De titeltrack Firefly bestaat uit verschillende delen (met tempowisselingen) en Wise Man is een melodieus rustpunt.

## Tracklijst

### Kant een
1. The hanging tree (Ken Hensley, Jack Williams) – 3:40
2. Been away too long (Ken Hensley) – 5:03
3. Who needs me (Lee Kerslake) – 3:39
4. Wise man (Ken Hensley) -4:40

### Kant twee
1. Do you know (Ken Hensley) – 3:12
2. Rollin' on (Ken Hensley) – 6:21
3. Sympathy (Ken Hensley) 4:44
4. Firefly (Ken Hensley) – 6:21

## Album
Dit album is opgenomen in oktober en november 1976 in de Roundhouse Studios in Londen. Deze studio is in 1975 opgezet door Gerry Bron (de manager en producer van Uriah Heep) en werd niet alleen gebruikt door  Uriah Heep  maar ook door andere bands zoals Queen, Bonnie Tyler en Osibisa.
Het album is uitgebracht in februari 1977 op Bronze Records voor onder meer Europa, Australië Zuid-Afrika en op Warner Music Group voor onder meer de Verenigde Staten en Canada. De geluidstechnicus was Peter Gallen met assistentie van John Gallen.
Dit album is vanaf 1987 ook op Compact Disc verkrijgbaar. Er is in 1997 een herziene versie van het album uitgebracht  met vier bonustracks  en in 2004 een uitgebreide De Luxe Editie met acht bonustracks. De nummers Wise man en Sympathy zijn op single uitgebracht. De discografie en uitgebreide informatie over alle uitgaven staat vermeld op de website van Discogs (zie bronnen, noten en referenties).
Dit album kreeg van AllMusic een waardering van drie sterren (op een maximum van vijf). Het album bereikte in de Amerikaanse Billboard Album 200 plek 166 en in de Nederlandse albumlijst plek 17. De singles van dit album hebben geen succes gehad.